# Tanaka Tosa
Tanaka Tosa (田中土佐?) (1820-8 de octubre de 1868) fue un samurái japonés del período Edo perteneciente al Clan Matsudaira de Aizu. Actuó como karō en la administración de Aizu, y combatió en la Guerra Boshin. Cuando la Armada Imperial Japonesa entra la castillo de Aizu, a pesar de sus intentos de detenerlos, junto con su compañero karō Jinbo Kuranosuke realizaron seppuku.